# یواس‌اس جانی هاتچینز (دی‌ای-۳۶۰)
یواس‌اس جانی هاتچینز (دی‌ای-۳۶۰) (به انگلیسی: USS Johnnie Hutchins (DE-360)) یک کشتی است که طول آن 306 ft (93 m) می‌باشد. این کشتی در سال ۱۹۴۴ ساخته شد.